# 로스코스모스
로스코스모스(러시아어: Роскосмос)는 러시아의 우주 과학 사업과 항공 우주 연구를 관장하는 기관이다. 본부는 모스크바에 있으며 주 관제국은 즈뵤즈드니 고로도크에 있다. 현재 국장은 2022년 7월 15일 취임한 유리 보리소프다.

## 역사
우주국은 소련 붕괴 후 만들어졌다. 우주국은 과거 소련의 항공우주 기술과 발사기지를 계승하여 사용 중이다. 대부분의 발사기지는 카자흐스탄 바이코누르 우주 기지에 있으며 카자흐스탄 정부와의 협력 하에 유지 운영된다. 우주국은 러시아의 유인, 무인 비군사적 우주비행을 포함한 민간 우주사업을 관장한다.

### 초기의 진전
1990년대 우주국은 러시아의 경제 위기로 심각한 재정난에 시달렸다. 러시아의 경제 위기는 러시아의 국제 우주 정거장 협력을 곤란하게 했다. 1990년대의 재정난으로 우주국은 임시변통을 찾고 우주 사업을 진행할 방법을 찾게 되었다. 결국 우주국은 상업위성 발사와 우주여행에서 선두가 되었다. 이 시기 행성간 탐사선이나 천문학 임무에서는 큰 일을 못했지만, 우주정거장 미르를 그 수명이 다할 때까지 운영하고 우주정거장 계획이나 추가의 소유즈 호 비행 등을 수행할 수 있었다.

### 2005년~2006년의 새로운 활동
2005년 러시아의 주요 수출품인 원유, 천연가스 등의 가격상승으로 러시아 경제가 살아남과 더불어 2006년 우주국의 예산도 증가되었다. 러시아 의회는 3,050억 루블(약 110억 미 달러)을 2006년에서 2015년까지의 우주국 예산으로 승인했다. 같은 기간 러시아의 총 우주사업 예산은 4250억 루블이다. 2006년 예산은 250억 루블(약 9억 미 달러)이고 이는 2005년에 비해 33% 증가된 수치이다. 지난 10년간 매년 5~10%의 예산 증가가 있었다. 이로써 우주국은 안정적으로 예산을 확보했다. 예산에 더하여 우주국은 산업투자와 상업 위성 발사사업을 통해 1,300억 루블을 추가로 벌어들일 계획이다.

## 현재 사업

### 국제 우주 정거장참여
우주국은 국제 우주 정거장의 주요 참여 주체 중 하나이다. 핵심 우주 모듈인 자리야(Zarya) 와 즈베즈다(Zvezda)를 제공하는데 이 둘은 프로톤 로켓으로 발사된다. 두 모듈은 나중에 미국 항공 우주국(NASA)의 유니티 모듈(Unity Module)과 연결된다.

### 과학 사업
우주국은 여러 개의 지구과학, 통신, 과학연구 등을 지휘하고 있다. 미래의 계획으로는 소유스 우주선의 후속 우주선, 우주왕복선 클리퍼, 화성의 위성에 대한 과학 로봇 임무, 더 많은 인공위성 프로그램 등을 진행하는 것이다.

## 발사 관제
러시아군에서 우주국의 역할을 하는 기관은 러시아 우주군이다. 러시아 우주군은 플레세츠크 우주 기지를 관할한다. 우주국과 러시아 우주군은 바이코누르 우주 기지를 같이 사용한다. 우주국은 이 기지의 민간인 관제사의 임금을 지불한다. 또한 두 기관은 유리 가가린 우주인 훈련센터를 같이 사용한다. 두 기관은 새로운 우주기지인 보스토치니를 공동으로 건설하기로 발표했다. 보스토치니 우주기지는 현재 2단계 건설이 진행 중이며 2023년 완공 예정이다.

## 러시아 우주개발 역사 갤러리

### 인물

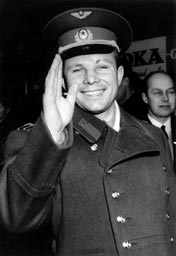
인류 최초의 우주비행사 유리 가가린

### 우주선과 발사체

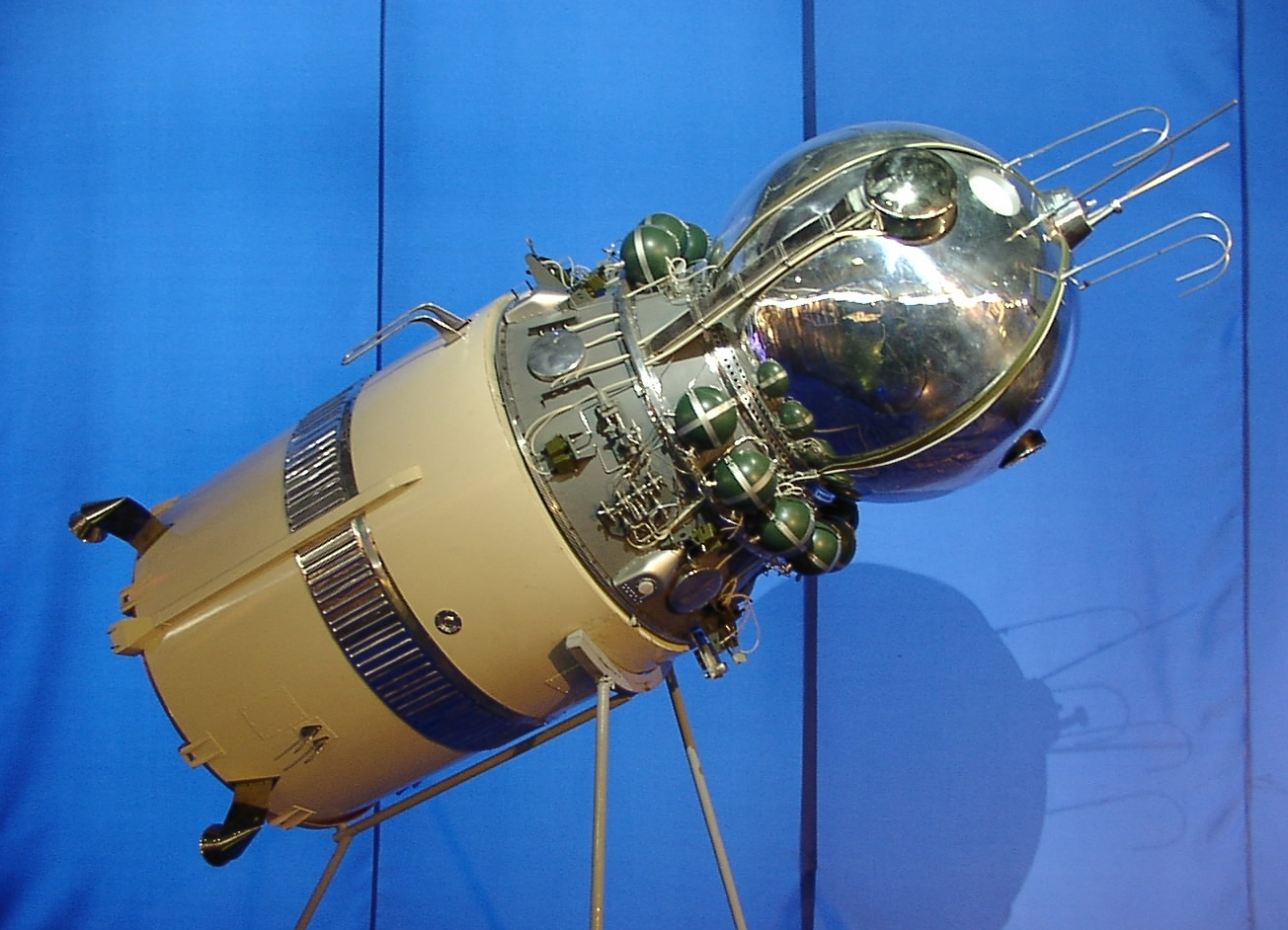
최초의 유인 우주선 보스토크
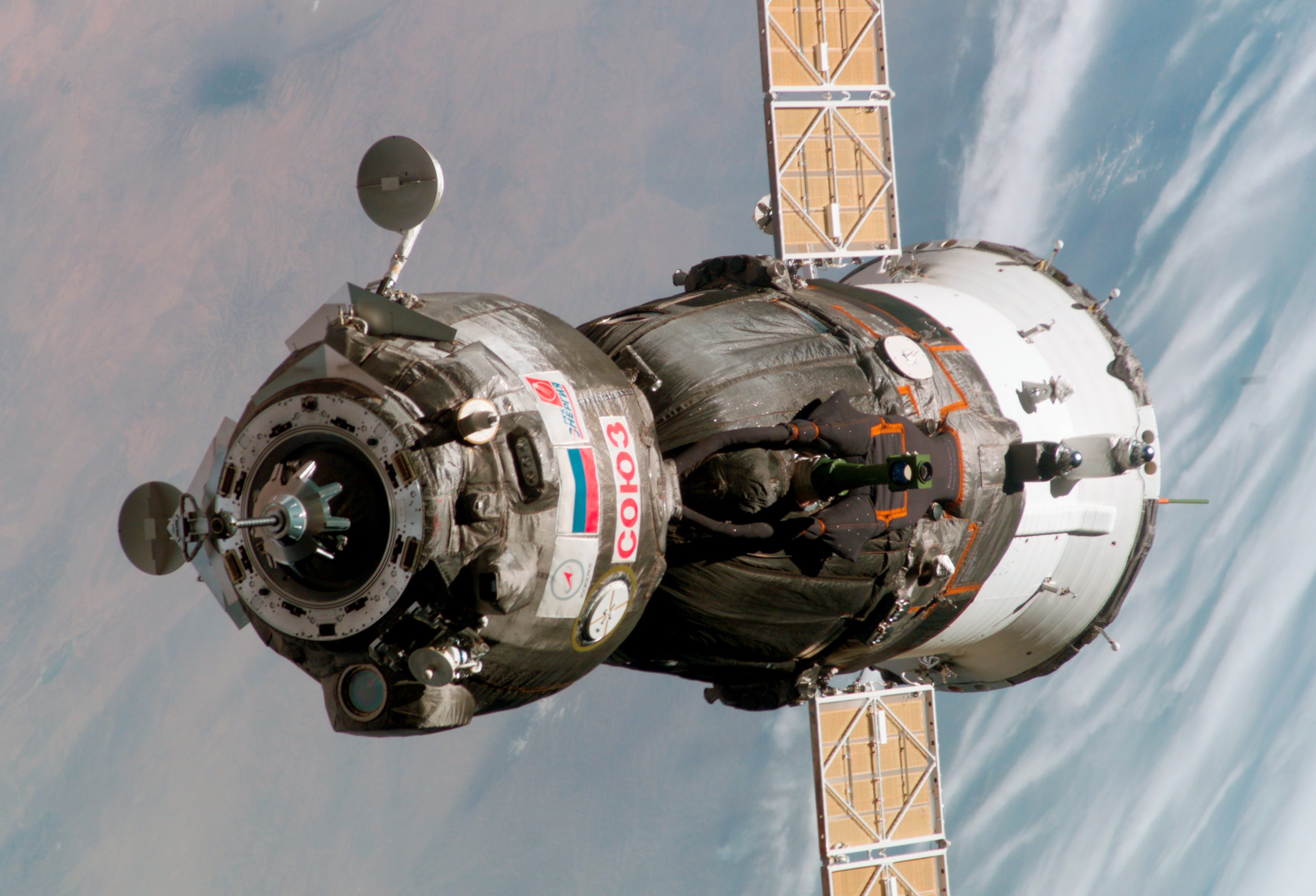
소유스 우주선
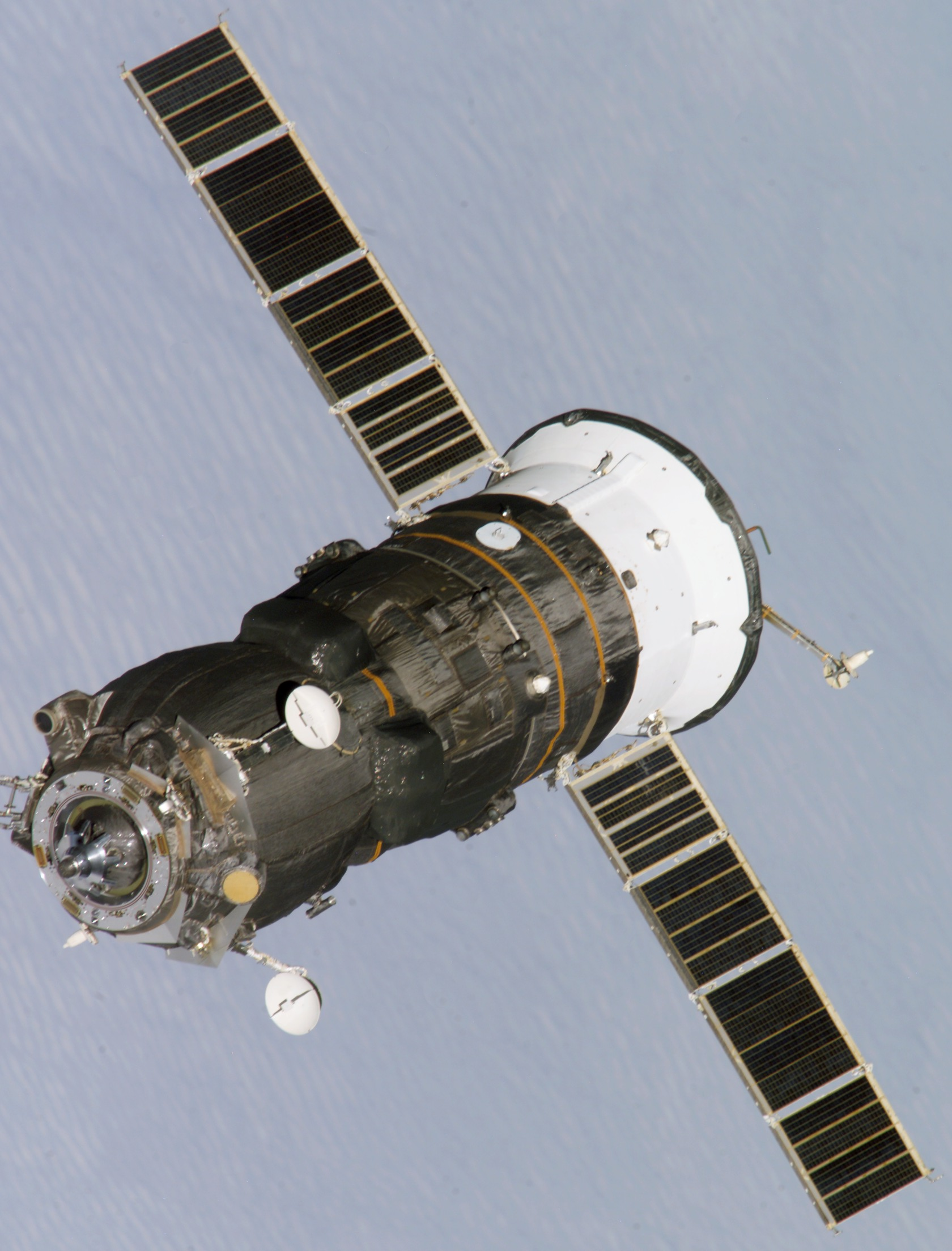
무인 화물선 프로그레스
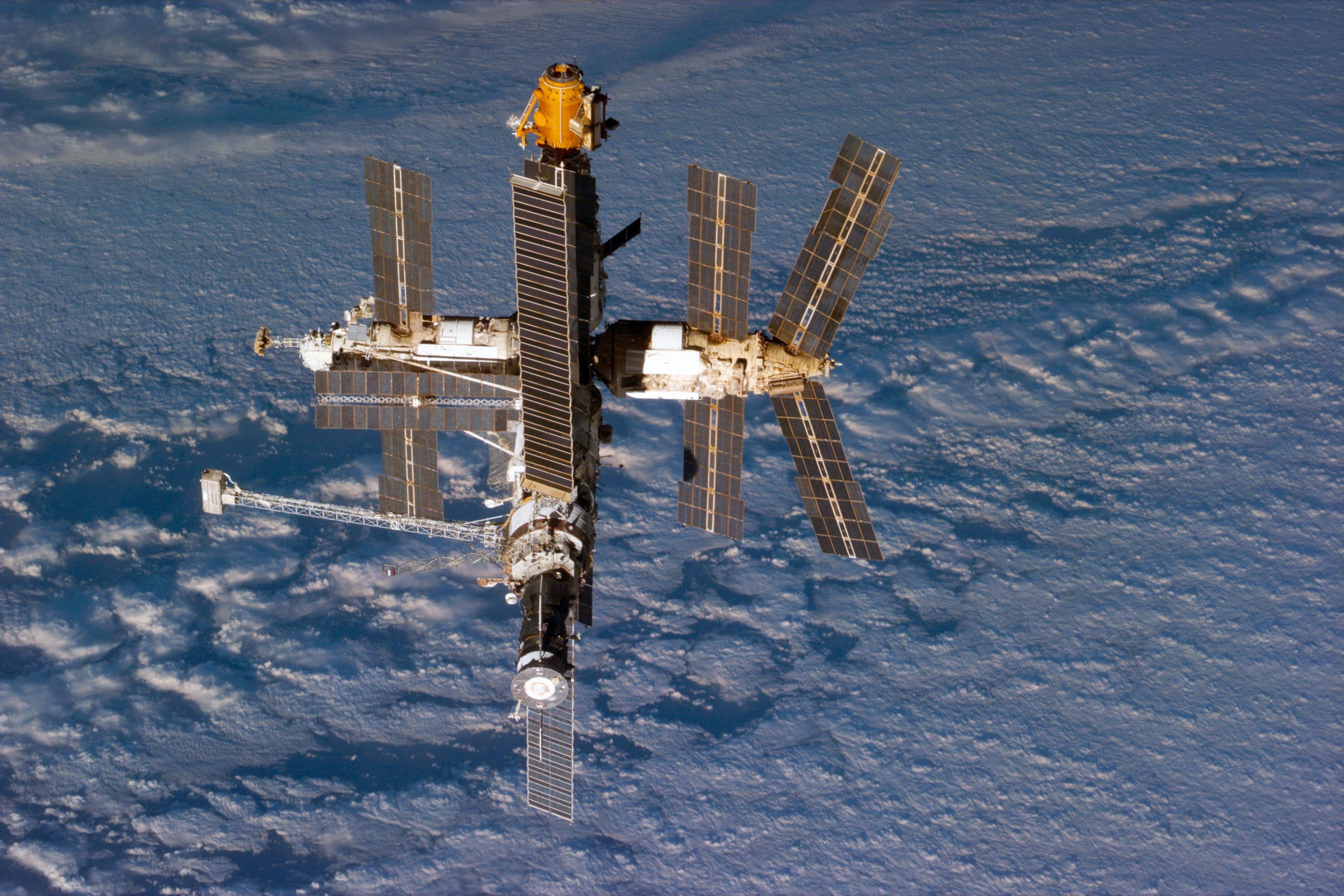
최초의 우주정거장 미르
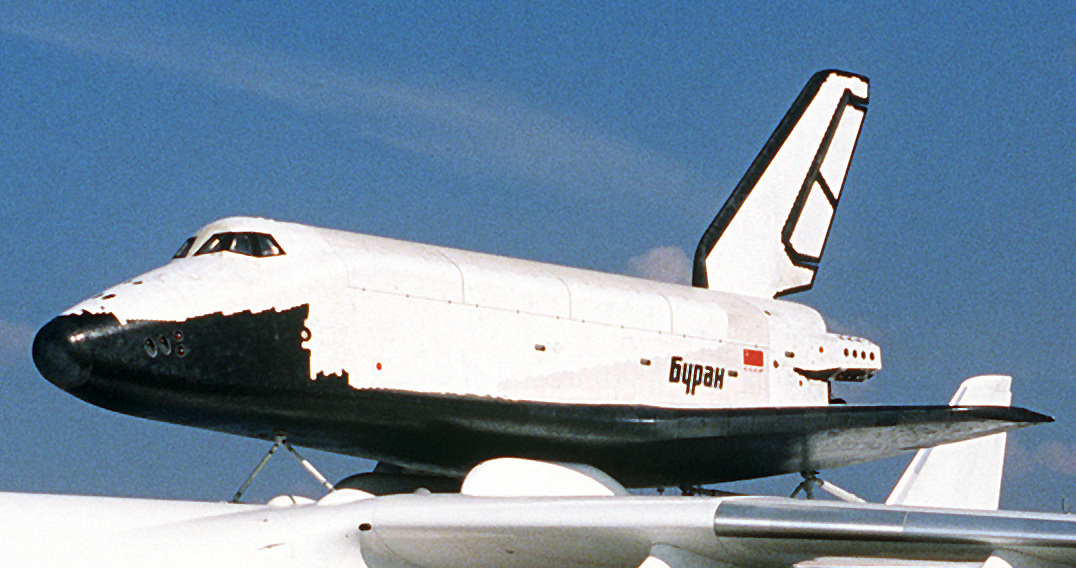
우주왕복선 부란
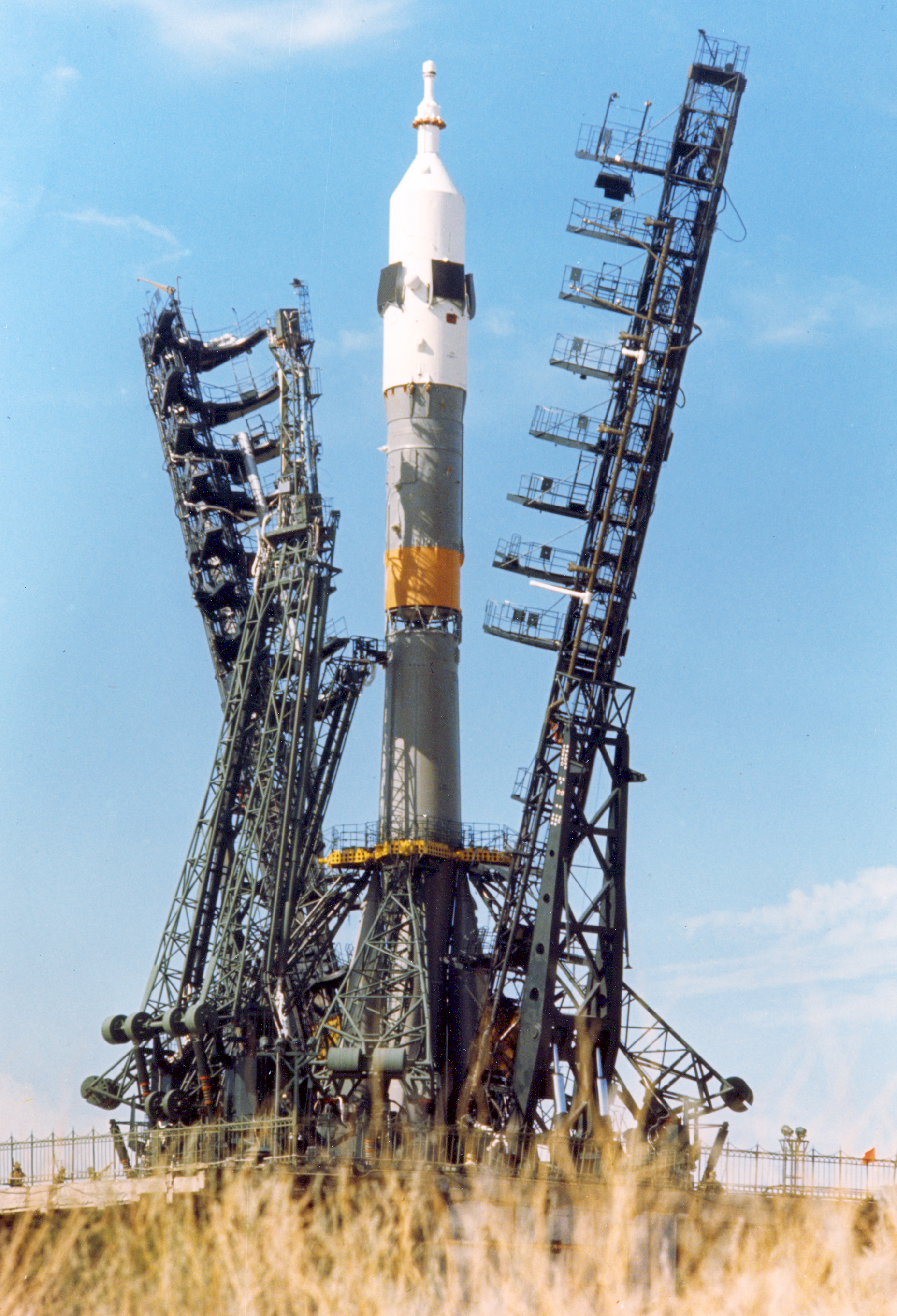
소유스 로켓
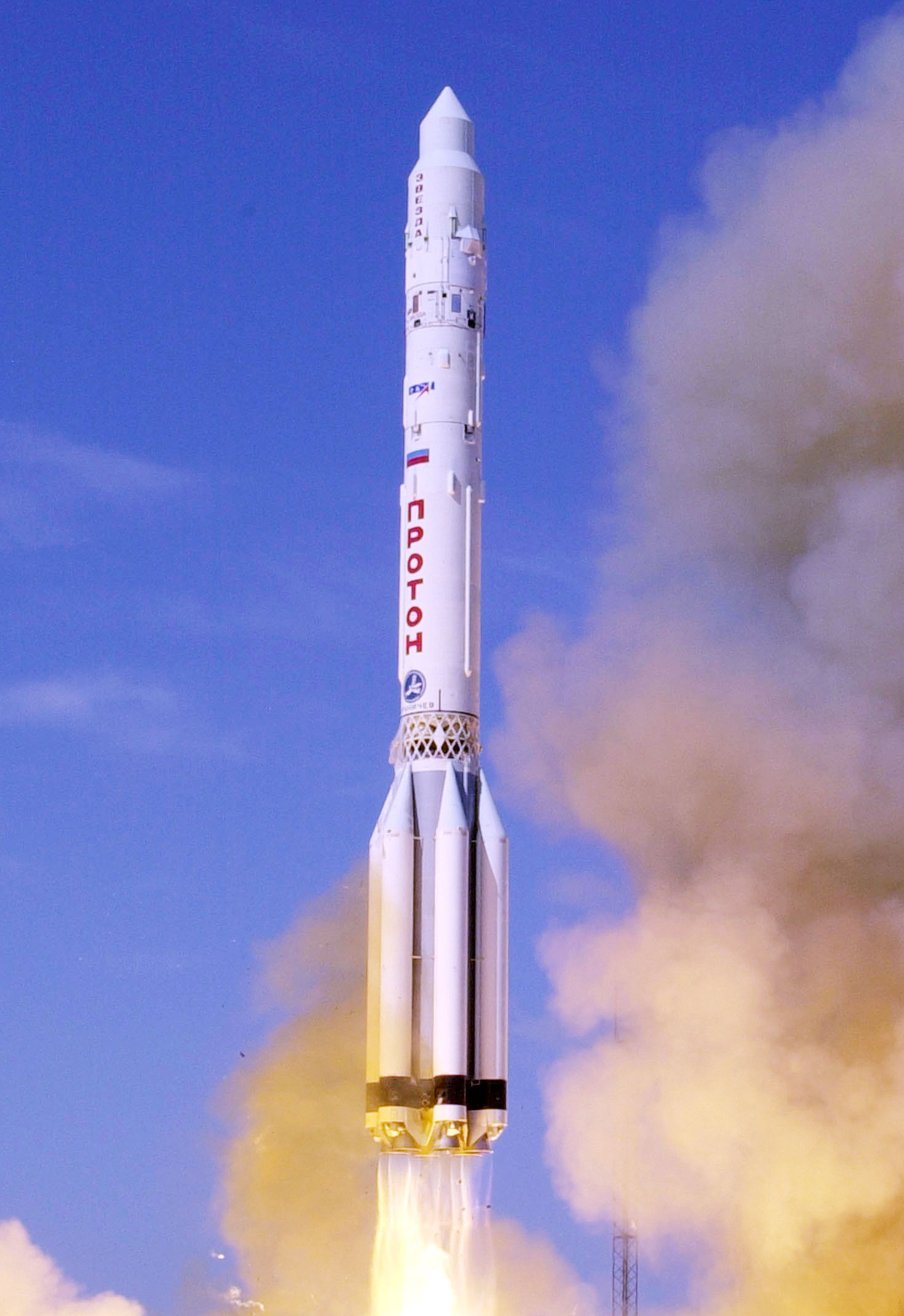
프로톤 로켓

## 같이 보기
- 한국항공우주연구원(KARI)
- 미국 항공우주국(NASA)
- 일본 우주항공연구개발기구(JAXA)
- 유럽 우주국(ESA)
- 중국국가항천국(CNSA)
- 인도우주연구기구(ISRO)
- 각 국의 우주개발 전담 부서 (영어)